# Кафявокрила рибарка
Кафявокрила рибарка (Onychoprion anaethetus) е вид птица от семейство Чайкови (Laridae).

## Разпространение
Видът се размножава в Мексико, Карибите и Западна Африка. Среща се още около Арабския полуостров, Югоизточна Азия и Австралазия. По-рядко може да се види и в Западна Европа.